# Boug méridional
Ne doit pas être confondu avec Boug occidental.
Pour les articles homonymes, voir Boug et Bug.
Le Boug méridional — ou Boug oriental — (en ukrainien : Південний Буг ; en russe : Южный Буг ; en roumain : Bug ; en polonais : Boh) est un fleuve long de 806 km dont le cours est situé en Ukraine entre la vallée du Dniestr (à l'ouest) et celle du Dnipro (à l'est).

## Histoire
Hérodote et les Grecs Anciens donnaient à ce fleuve le nom d'Hypanis (Υπανις),.
En 1772, lors du premier partage de la Pologne qui isole le bassin de la Vistule de la mer, des cultivateurs de céréales mennonites présents dans la région occidentale de la Pologne vont commencer à s'intéresser aux débouchés vers le sud du territoire et la mer Noire.

## Géographie

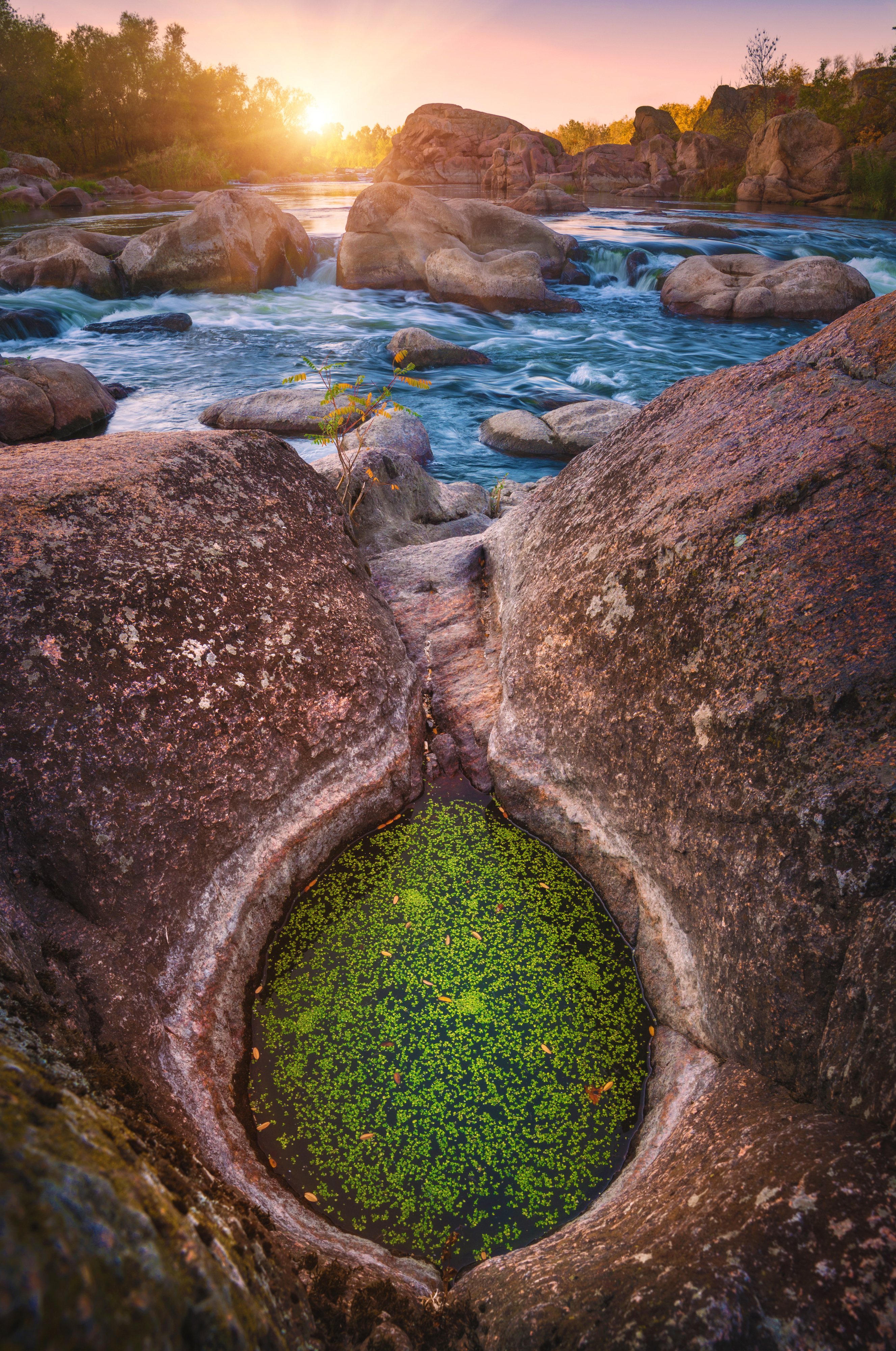
Formation rocheuse creusée par le Boug méridional, dans le parc naturel national du Gard du Boug, vers Pervomaïsk, octobre 2019.

Le Boug est un fleuve entièrement ukrainien qui prend sa source en Podolie, à environ 50 kilomètres à l'est de Ternopil, et coule globalement en direction du sud-est, vers Mykolaïv et la mer Noire. Il passe par les villes de Khmelnytskyï, Vinnytsia, Pervomaïsk et Oleksandrivka, et termine sa course dans la mer Noire en se jetant dans l'estuaire commun au Boug et au Dnipro après avoir été rejoint par l'Inhoul au niveau du port de Mykolaïv, à environ 100 km à l'est-nord-est d’Odessa.
Dans la section supérieure de son cours, correspondant aux collines de Podolie, le fleuve coule lentement à travers une large vallée boueuse. Dans la partie moyenne de son cours, il entaille un massif cristallin et sa pente s'accentue. Ses rives deviennent escarpées et il forme des rapides entre les villes de Pervomaïsk et Oleksandrivka qui rendent cette section non navigable. Dans la section inférieure de son cours, le fleuve coule sur les terrains calcaires et gréseux datant du tertiaire de la plaine littorale bordant la mer Noire.

## Hydrologie

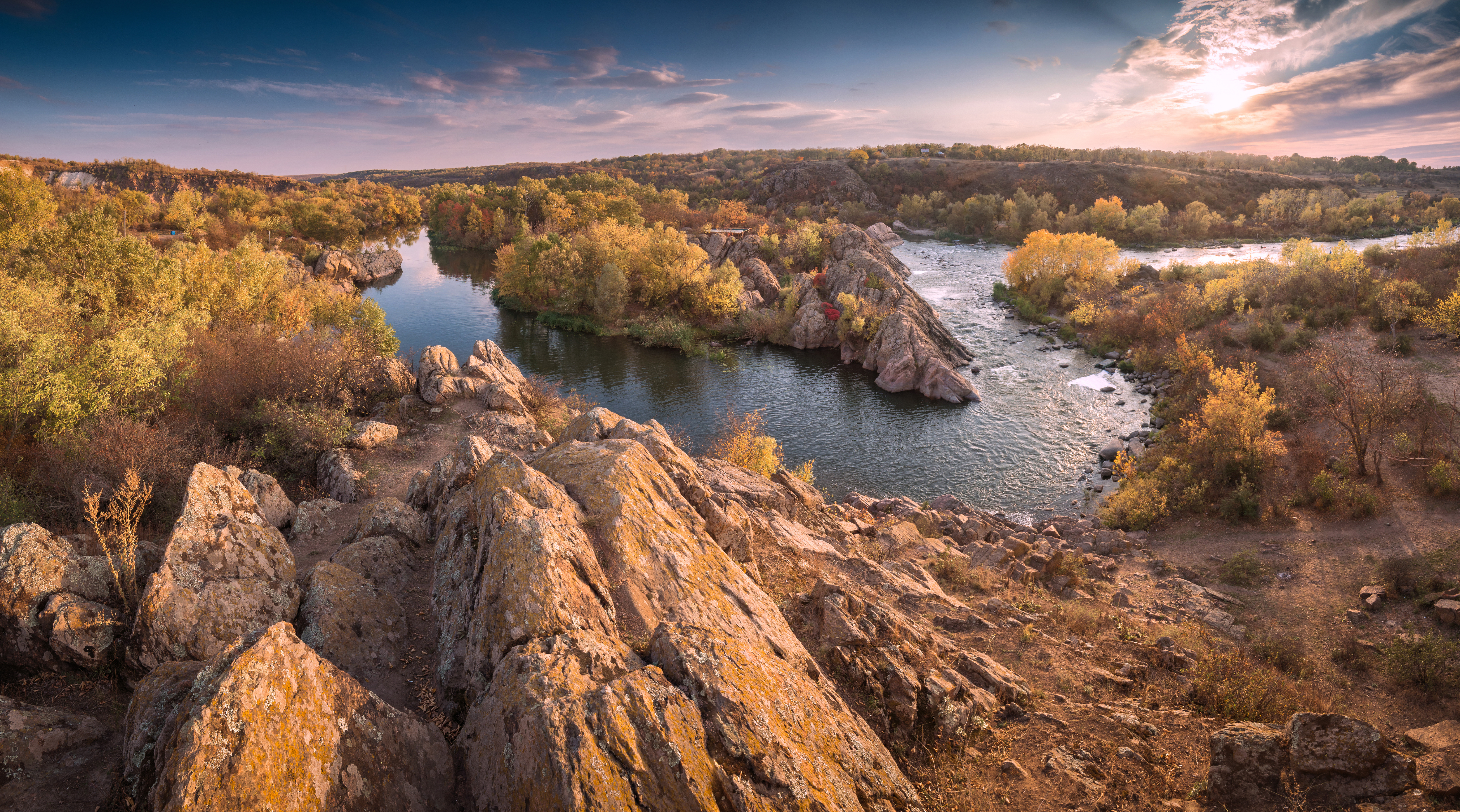
Bras du Boug méridional dans le parc naturel national du Gard du Boug, près de Pervomaïsk.

Le débit du fleuve a été observé pendant vingt ans (de 1965 à 1984) à Aleksandrovka (Oleksandrivka), localité située à quelque 245 kilomètres de son embouchure.
À Aleksandrovka, le débit annuel moyen ou module observé sur cette période était de 110 m3/s pour une surface de drainage de 46 200 km2, soit 72 % de la totalité du bassin versant du fleuve. La lame d'eau écoulée annuellement dans le bassin se montait de ce fait à seulement 75 millimètres, ce qui est une valeur très faible pour un fleuve européen, et s'explique par la faiblesse des précipitations enregistrées dans la steppe ukrainienne.
Le Boug méridional possède un régime pluvio-nival de plaine caractérisé par un maximum à la fin de l'hiver et au début du printemps au moment du dégel. Le fleuve est en général pris dans les glaces de décembre à mars.

### Affluents
En rive gauche : Bouzhok (75), Ikva (57), Snyvoda (58), Desna (80), Sob (115), Oudych (56), Synytsia (78), Synyoukha (111), Velyka Korabelna (45), Mertvovod (114), Hnylyi Yelanets (103), Inhoul (354 et son affluant la Sougoklia);
En rive droite : Vovk (71), Zghar (95), Riv (104), Silnytsia (67), Dokhna (68), Savran (97), Kodyma (149), Bakchala (57), Chychyklia (156)

### Protection
Il existe le parc régional des steppes de granite du Boug, le parc naturel national du haut Pobouj et le parc naturel national du Gard du Boug.